# Heinz Thiel
Heinz Thiel (* 10. Mai 1920 in Magdeburg; † 9. März 2003 in Potsdam) war ein deutscher Filmregisseur.

## Leben
Thiel arbeitete zunächst als Journalist. Im Jahr 1938 trat er der NSDAP bei. Er wurde als Offizier in einer Propagandakompanie eingesetzt. Der Bericht Thiels im Völkischen Beobachter vom 4. März 1943 über die Kesselschlacht von Demjansk stieß auf das Missfallen Heinrich Himmlers, der die Rolle des Kommandeurs der SS-Division Totenkopf, Theodor Eicke, nicht ausreichend gewürdigt sah. Himmler verlangte, dass Thiel einen zweiten Aufsatz zu Demjansk verfassen solle. Thiels Halten oder Sterben! SS-Obergruppenführer Eicke in der Festung von Demjansk erschien im Völkischen Beobachter vom 8. April 1943 und wurde von Himmler als „sehr gut“ beurteilt.
Nach Ende des Zweiten Weltkriegs kam er an das Theater Dessau, wo er als Dramaturg tätig wurde. Im Jahr 1952 gründete er in Halle das Theater der Jungen Garde.
Im Jahr 1954 begann er bei der DEFA in Babelsberg zu arbeiten. Zunächst als Regie-Assistent unter anderem von Slatan Dudow in Der Hauptmann von Köln angestellt, führte er 1959 bei Im Sonderauftrag zum ersten Mal selbst Langfilm-Regie. Es folgten zahlreiche Filme, darunter 35 Folgen der sogenannten „Stacheltiere“. Nach der Wende war Thiel als Talkmaster aktiv und veröffentlichte 1996 sein Buch Die nackte DEVA. Thiel verstarb 2003 in Potsdam.

## Filmografie
Langfilme
- 1954: Rauschende Melodien (Regie-Assistenz)
- 1956: Der Hauptmann von Köln (Regie-Assistenz)
- 1956: Heimliche Ehen (Regie-Assistenz)
- 1959: Im Sonderauftrag
- 1960: Zu jener Stunde
- 1961: Gewissen in Aufruhr (TV-Mehrteiler, Darsteller)
- 1961: Fünf Tage – Fünf Nächte (Co-Regie, Darsteller)
- 1962: Der Kinnhaken
- 1962: Tanz am Sonnabend – Mord?
- 1963: Reserviert für den Tod
- 1964: Schwarzer Samt
- 1965: Alexander und Chanakaya
- 1966: Irrlicht und Feuer (Fernsehfilm, Zweiteiler)
- 1967: Brot und Rosen
- 1968: Heroin
- 1969: Krupp und Krause / Krause und Krupp (TV-Mehrteiler)
- 1970: Hart am Wind
- 1958/72: Sonnensucher (Regie-Assistenz)
- 1977: DEFA Disko 77

Kurzfilme
- 1956: Das Stacheltier – Frisch Gesellen, seid zur Hand!
- 1956: Das Stacheltier – So’n Theater!
- 1956: Das Stacheltier – Ham wa nich!
- 1956: Das Stacheltier – Prometheus. Olympische Spiele mit dem Feuer
- 1957: Das Stacheltier – Interview mit Konrad Wolf
- 1958: Das Stacheltier – Der Lebenslauf (nur Drehbuch)
- 1960: Das Stacheltier – Schrott
- 1961: Das Stacheltier: Ein Pferd müßte man haben
- 1961: Das Stacheltier – Wir kennen uns doch
- 1963: Das Stacheltier – Wie die Alten sungen
- 1965: Das Stacheltier – Aber genau!